# Sullivan & Massadas
Sullivan & Massadas se refere à parceria de dezesseis anos dos compositores Michael Sullivan e Paulo Massadas, que juntos compuseram mais de setecentas canções, incluindo "Whisky a Go Go" (interpretada por Roupa Nova), "Um Dia de Domingo" (interpretada por Tim Maia e Gal Costa), entre outras.

## História
Massadas e Sullivan se conheceram em 1979 quando tocavam em um show. Inicialmente, escreviam pelo selo nordestino Jangada, da EMI-Odeon, usando pseudônimos. Depois, escreveram para diversos artistas da música brega, como Evaldo Freire, Reginaldo Rossi, Adílson Ramos e José Augusto. Tim Maia foi o primeiro grande cantor a gravar uma canção composta pela dupla ("Me Dê Motivo"). Conforme Michael, Maia foi "o impulsionador da minha arte". Após essa gravação, outros artistas, como Fagner, Gal Costa e Roupa Nova, se interessaram em gravar canções compostas pelos músicos.
Em 1988, lançaram o disco Sullivan e Massadas pela gravadora RCA BMG Ariola, com as participações de Sérgio Mendes e Jermaine Jackson. Em 1989, lançaram o compacto Do Tempo Que com o apresentador Faustão. Essa se tornou a primeira abertura do Domingão do Faustão. Sullivan e Massadas foram fortemente criticados e suas canções eram consideradas puramente comerciais, afetando até mesmo os artistas que as gravavam, que foram avaliados negativamente.
Em 1990, lançaram o disco Sullivan e Massadas Ao Vivo, gravado no teatro da SUAM contendo as canções mais conhecidas da dupla. Em 1994, a parceria se encerrou. Em 1994, Sullivan foi convidado pela Sony Music para trabalhar em Miami. No mesmo ano, Massadas, por meio de um telefonema, pediu que a dupla acabasse. A mudança de Michael para os Estados Unidos e a crítica foram os principais motivos para o fim da parceria.
Em 2024, após 30 anos em hiato, Michael Sullivan e Paulo Massadas se apresentaram em São Paulo com a banda de Sullivan.

## Discografia
- Sullivan e Massadas (1988)
- Do Tempo Que (1989)
- Sullivan e Massadas Ao Vivo (1990)